# 谣言

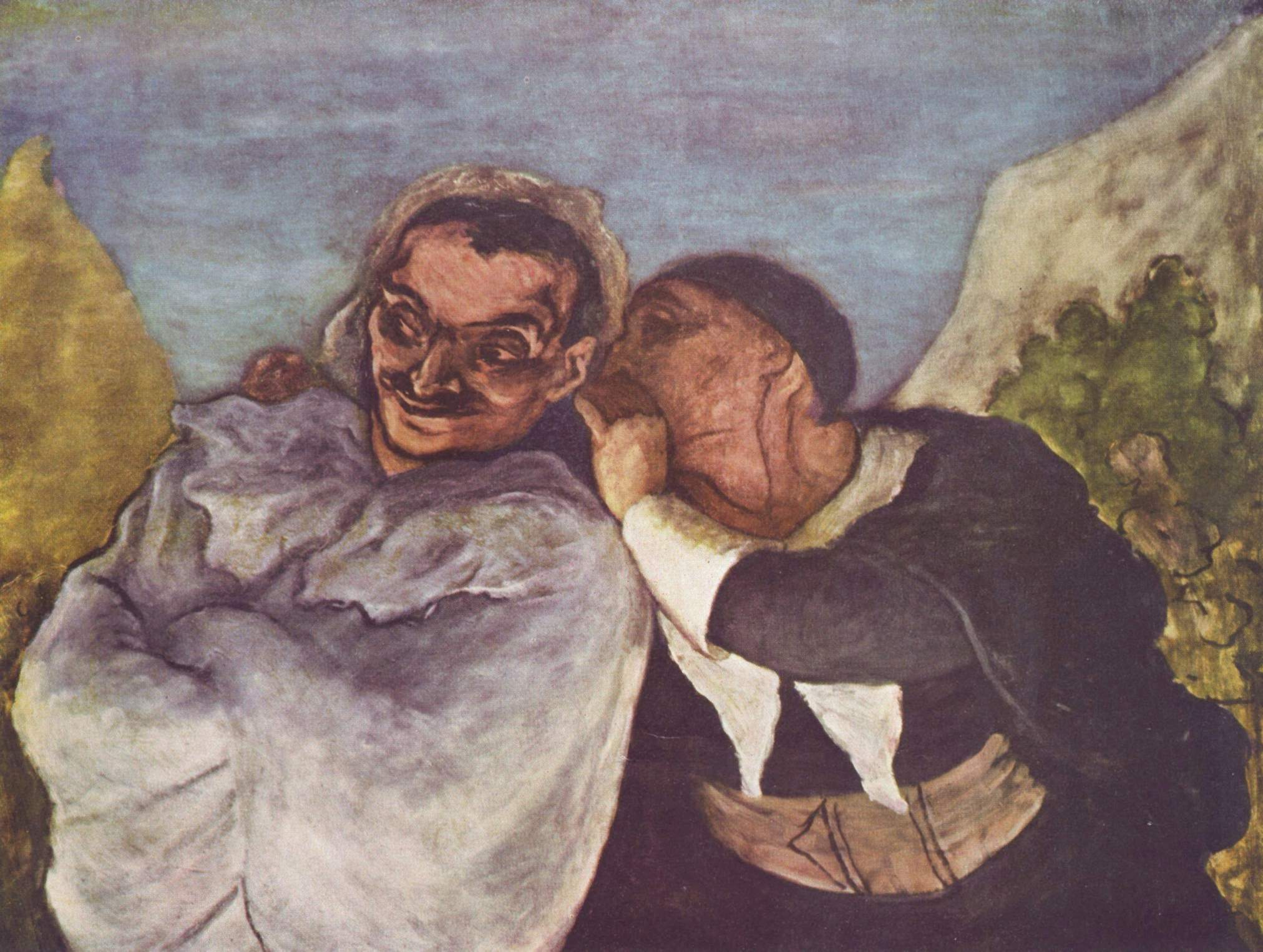
《克斯賓與斯卡平》
油畫
奧諾雷·杜米埃

謠言亦称流言、蜚言、蜚語、讕言、流言蜚語，早期有民間反應的意思。制造和传播谣言的行为则被称为造謠。
根據學者Peterson和Gist的看法，謠言也可能是針對公眾所關心的事物，所提出的一種未經證實的解釋或理由。進一步來說，謠言的講談是社會交換市場中，也許廉價，但卻珍貴的商品。換言之，謠言牽涉到的是未經可靠來源證實的訊息，但我們可以更精確的說，謠言是一種人與人之間，口耳相傳，但缺乏可靠證據支持的陳述或信念。
謠言的傳布最初僅能以口耳相传流传，或是雜書、娛性節目，互联网兴起后，电子邮件和網誌網站等成了谣言最佳的流传平台。隨著行動網路發展，這兩者又被即時通訊工具和社群網站等有手機軟體或是手機網站介面取代。
另一种看法认为，在中文语义中“谣言”更具有贬义性，往往不是依据事实，而是凭空想象或根据主观意愿刻意编造的传言，制造这种传言的行为被称作“造谣”，传播这种传言的行为被称为“傳播謠言”。由于谣言产生的根基不是以事实为依据，其真实性无从谈起，谣言往往会被真实的信息所揭露。
謠言經常被視為錯誤資訊（Misinformation）和虛假資訊（Disinformation）。錯誤資訊不一定有意要誤導大眾，造假資訊則是為了刻意誤導大眾而傳播的資訊。

## 谣言的真实性
谣言的真实性往往值得商榷，有的谣言一开始就是彻头彻尾的谎言；也有原本是真实的事物，但由于在众人口中相传，偏离了最初的版本，变成不真实的谣言。例如一個很典型的範例是口香糖品牌司迪麥的一則廣告：一開始說的是「新建築正在倒塌中」，傳話到最後變成「貓在鋼琴上昏倒了」。

## 谣言流通机制[4]
此部分的谣言指的是错误资讯（misinformation)或流言（rumor)，而非虚假资讯(disinformation)。

### 谣言的流通量
美国心理学家G.W.奥尔波特提出了谣言的流通量公式：R（谣言流通量）=I（问题的重要性）×A（证据的暧昧性）。该公式后续被发展为R=I（关联性）×A（焦虑感）×U（不确定性），提出了谣言流通的三大影响因素。

### 谣言与集合行为
集合行为是指在某种刺激条件下发生的非常态社会聚集现象，有三个发生条件：结构性压力、群体性不满、正常的社会传播系统功能被减弱。一般来说，谣言的大范围传播被认为是集合行为的一种表现，并被认为是集合行为中信息流动的重要特点。
在集合行为中，信息传播还伴随着奇异回流现象，即信息在每次传播过程中都发生失真，最后回到原始传播者时，由于失真严重，又被原始传播者当做新信息继续传播的现象。

## 谣言举例

### 美国
1930年12月，纽约市街头一个布朗克斯区的商人从报纸上读到一个质疑银行稳定性的消息，随后他去合众国银行（Bank of United States）一家支行要求职员把他的股票抛售掉，他拿到自己的钱之后，散布了一个谣言，说这家银行拒绝兑现他的股份，中午时分，2万到2万5千人来到这家银行挤兑现金，这家支行被兑走现金200万美元。第二天，合众国银行倒闭。1930年11月和12月，600家银行倒闭。《纽约时报》刊登了他的故事。
1991年，美国一家在线服务机构在互联网上发布诋毁网民名誉的谣言，被告上法庭。1995年，一家网络服务商在网上发布诋毁网民名誉的谣言被起诉。
2006年，美国一名女子诬称另外一女子是“骗子”、“行骗大师”，连续10个月如此称呼对方，被处理“诽谤罪”，受害者获赔1130万美元。
2010年，美国马里兰州年仅15岁的少女普林斯因其同学在她的Facebook上留下大量不实的淫秽语言而自杀，肇事者被判处缓刑或社区劳动
2011年，15名因在网上发表评论的美国网民被列为“网络诽谤案”的被告，原因是他们在网络发帖“发表不实言论、咒骂、侮辱原告本人以及对支持桑兰的人进行人身攻击”，桑兰在此次诉讼中索赔18亿美元。
2011年，美国俄勒冈州一个网民发表数篇博客文章，造谣称某企业高管在处理一起破产业务时行为不检，该企业不久后对这个网民提出诽谤诉讼，要求赔偿1000万美元，最后地方法院裁定这个网民诽谤罪成立，赔偿原告250万美元。

### 中国
在中国历史中有不少通过散布谣言以达到政治目的范例：
如《史记》记载，秦朝陈胜、吴广聚兵举事时，“乃丹书帛曰‘陈胜王’，置人所罾鱼腹中……夜篝火，狐鸣呼曰‘大楚兴，陈胜王’。”清朝学者姚祖恩批点《史记》时说：“鱼腹、狐鸣等事，看似儿戏，而人心魅惑，不可复回。正以举事之初，恐众心疑惧，聊藉此以镇定之。”
元末，元朝政府治理黄河，河北農民韩山童将一只石头埋在河中，韩山童、刘福通随后在工地上散播“莫道石人一只眼，挑动黄河天下反”的谣言，策动农民工举事。
清朝雍正朝，由于康熙朝储位之争的影响，各种政治谣言不一而足，谋父逼母、弑兄屠弟、贪财好杀、酗酒淫色、怀疑株忠、好谀任佞亦成为对雍正帝的评价。
大跃进时期，粮食生产及其它方面不切实际的“放卫星”的谣言层出不穷。1958年6月8日，党媒《人民日报》登载了河南省遂平县卫星农业社5亩小麦平均亩产达到2105斤”的浮夸报。此例一开，后续愈演愈烈：《人民日报》7月12日报道河南省西平县城关镇和平农业社第四队二亩小麦丰产试验田，总产14640斤，平均亩产7320斤；8月13日，又刊登麻城建国一社早稻亩产三万六千九百多斤。9月12日，《广西日报》报道田地亩产“十三万四百三十四斤十两四钱”。
文化大革命时期，政治谣言大面积用于诋毁、攻击不同立场的人，例如在中央领导层利用散布谣言对彭德怀 及刘少奇 进行政治迫害。
由于信息时代的到来以及人们对国家传统媒体信任感丧失，网络谣言通过吸引眼球、搏点击量得到快速广泛传播。其影响之深，甚至能误被国家传统媒体采用，产生恶劣影响。在各种网络自媒体泛滥的今天，传统媒体显得非常被动，所谓“造谣一张嘴，辟谣跑断腿”。

#### 因造谣被刑事拘留、行政拘留
2018年10月20日，山东郓城李楼煤矿发生事故导致21人遇难。男子王某于10月21日10时许，在“新浪微博”发布帖文，内容为“郓城李楼煤矿发生重大安全事故21人被掩埋，已确认9人死亡”。当地警方以虚构事实扰乱公共秩序为对其行政拘留十天并处罚款500元。

## 法律責任

### 中国大陆
根据造谣情节的轻重，可面临如下处罚：
- 民事责任：由于谣言侵犯了被造谣者的名誉权，根据《民法典》第179条，法院可以判处造谣者停止侵害、赔偿损失、消除影响、恢复名誉、赔礼道歉等；
- 行政处罚：根据《中华人民共和国治安管理处罚法》第25条，散布谣言，谎报险情、疫情、警情，或者以其他方法故意扰乱公共秩序的，处5日以上10日以下拘留，可以并处500元以下罚款；情节较轻的，处5日以下拘留或者500元以下罚款。[23]。
- 刑事处罚：
  - 2013年9月，中华人民共和国最高人民法院、中华人民共和国最高人民检察院关于办理利用信息网络实施诽谤等刑事案件的司法解释公布，内容是：“利用信息网络诽谤他人，同一诽谤信息实际被点击、浏览次数达到5000次以上，或者被转发次数达到500次以上的，应当认定为《刑法》第246条第1款规定的‘情节严重’，可构成诽谤罪”，详细刑法入罪细节参见两高明确网络诽谤信息被转发达500次可判刑（页面存档备份，存于）[24][25][26][27]。
  - 2015年8月29日，全国人大常委会通过《中华人民共和国刑法修正案（九）》，自11月1日起实施。修正案规定，编造虚假险情、疫情、灾情、警情，在信息网络或其他媒体上传播，或明知是上述虚假信息，故意在信息网络或其他媒体上传播，严重扰乱社会秩序的，处3年以下有期徒刑、拘役或者管制；造成严重后果的，处3年以上7年以下有期徒刑[23]。
  - 根据《刑法》第291条，编造爆炸威胁、生化威胁、放射威胁等恐怖信息，或者明知是编造的恐怖信息而故意传播，严重扰乱社会秩序的，涉嫌触犯投放虚假危险物质罪，可处五年以下有期徒刑、拘役或者管制；造成严重后果的，处五年以上有期徒刑；
  - 根据《刑法》第378条和第433条，在战争时期造谣惑众，扰乱军心，非军人涉嫌触犯战时造谣扰乱军心罪，可处三年以下有期徒刑、拘役或者管制；情节严重的，处三年以上十年以下有期徒刑。军人则涉嫌触犯战时造谣惑众罪，可处三年以下有期徒刑；情节严重的，处三年以上十年以下有期徒刑；情节特别严重的，处十年以上有期徒刑或者无期徒刑。

### 香港
- 《電訊條例》第28條「虛假或具欺騙性的遇險等的訊息」。
- 《簡易程序治罪條例》第20B條，與電話、訊息或電報有關的罪行，使用電報、電話、無線電報或無線電話傳送任何其明知是虛假的訊息，旨在對他人造成煩擾或不便，或旨在令他人產生不必要的憂慮，可處第1級罰款及監禁2個月。[28]

### 臺灣
- 《中華民國刑法》第310、313條。意圖散布於眾，而指摘或傳述足以毀損他人名譽之事者，為誹謗罪。或散佈流言或以詐術損害他人之信用者。[29]
- 《社會秩序維護法》第63條第5款「散佈謠言，足以影響公共之安寧者」。
- 《傳染病防治法》第63條「散播有關傳染病流行疫情之謠言或不實訊息，足生損害於公眾或他人者，科新臺幣三百萬元以下罰金。」[30]
- 《嚴重特殊傳染性肺炎防治及紓困振興特別條例》第14條「散播有關嚴重特殊傳染性肺炎流行疫情之謠言或不實訊息，足生損害於公眾或他人者，處三年以下有期徒刑、拘役或科或併科新臺幣三百萬元以下罰金。」（條例實施期間：2020年1月15日～2021年6月30日）[31]

### 
2008年，韩国《电气通信基本法》第47條第1款规定，“以危害公共利益为目的，利用电子通讯设备公然散播虚假信息的人，将被处以5年以下有期徒刑，并缴纳5000万韩元以下罚款”。
然而憲法法院於2010年12月28日裁定，《電氣通信基本法》第47條第1款規定違憲，何謂「以危害公共利益為目的」的行為因案而異，法律專家很難斷定，違反了法律明確性原則。

### 日本
若散播的謠言有機會損害他人信用，散播者可能干犯刑法第233条信用毀損罪。若謠言妨害到他人業務，有機會干犯刑法第233、234条業務妨害罪。若謠言有機會損害他人社會評價，則可能干犯刑法第230条名誉毀損罪。金融商品取引法亦規定有風說流布的相關事項。

### 马来西亚
马来西亚国会上下两院于2018年4月3日通过《2018年反假新闻法令》，并于同年4月9日获得第15任最高元首苏丹莫哈末五世陛下御准的联邦法令。该法令于2018年4月11日在联邦宪报颁布，并于当日正式生效。
2018年3月27日，土著团结党总裁马哈迪·莫哈末在接受马来西亚诗华日报采访时指出，政府向国会提呈《2018年反假新闻法令》含有政治目的，为的是约束反对党继续提出对政府不利的消息。他指出，政府要落实反假新闻法案，让人联想到他们的政治目的是希望藉由该法案赋权政府，逮捕批评政府的人士。

### 德国
德国实施“网页内容审核”，主要政府部门是：内政部下属的联邦刑警局；家庭部下辖的“青少年有害媒体审核署”。 

### 法國
法国法律规定：“危害国家安全、煽动社会动乱、煽动种族歧视、损害他人名誉、侵害他人隐私、鼓动和推介反社会道德、不实广告宣传等行为均要受到法律制裁，最高可被判处3年徒刑和4.5万欧元的罚款”。

### 印度
印度的《信息技术法》规定：“在网上散布虚假、欺诈信息的个人最高可判处3年有期徒刑，对故意利用计算机技术、破坏国家安全或对人民实施恐怖主义行为者，可判处有期徒刑直至终身监禁”。同时，印度政府监控facebook和twitter，要求网络运营商协助删除非法内容，包括煽动民族仇恨、威胁国家团结与公共秩序。

## 外部連結
- 網路追追追；Facebook專頁 （页面存档备份，存于）（今日新聞網之謠言調查網站）（繁體中文）
- 紅豆泥網路謠言研究院（页面存档备份，存于）（1996-2006年）（繁體中文）
- 網路謠言 疑問醫答（页面存档备份，存于）（衛生福利部國民健康署之健康資訊方面謠言發問與解答網站）（繁體中文）
- 衛福部食藥署之食藥闢謠專區（页面存档备份，存于）（繁體中文）
- 警政署165反詐騙專線網站之詐騙闢謠專區（页面存档备份，存于）（繁體中文）
- 果壳网 谣言粉碎机小组（简体中文）
- 果壳网 流言百科（页面存档备份，存于）（简体中文）
- 蘭姆酒吐司 (Rumor & Truth)（页面存档备份，存于）（繁體中文）